# Bo-Taoshi

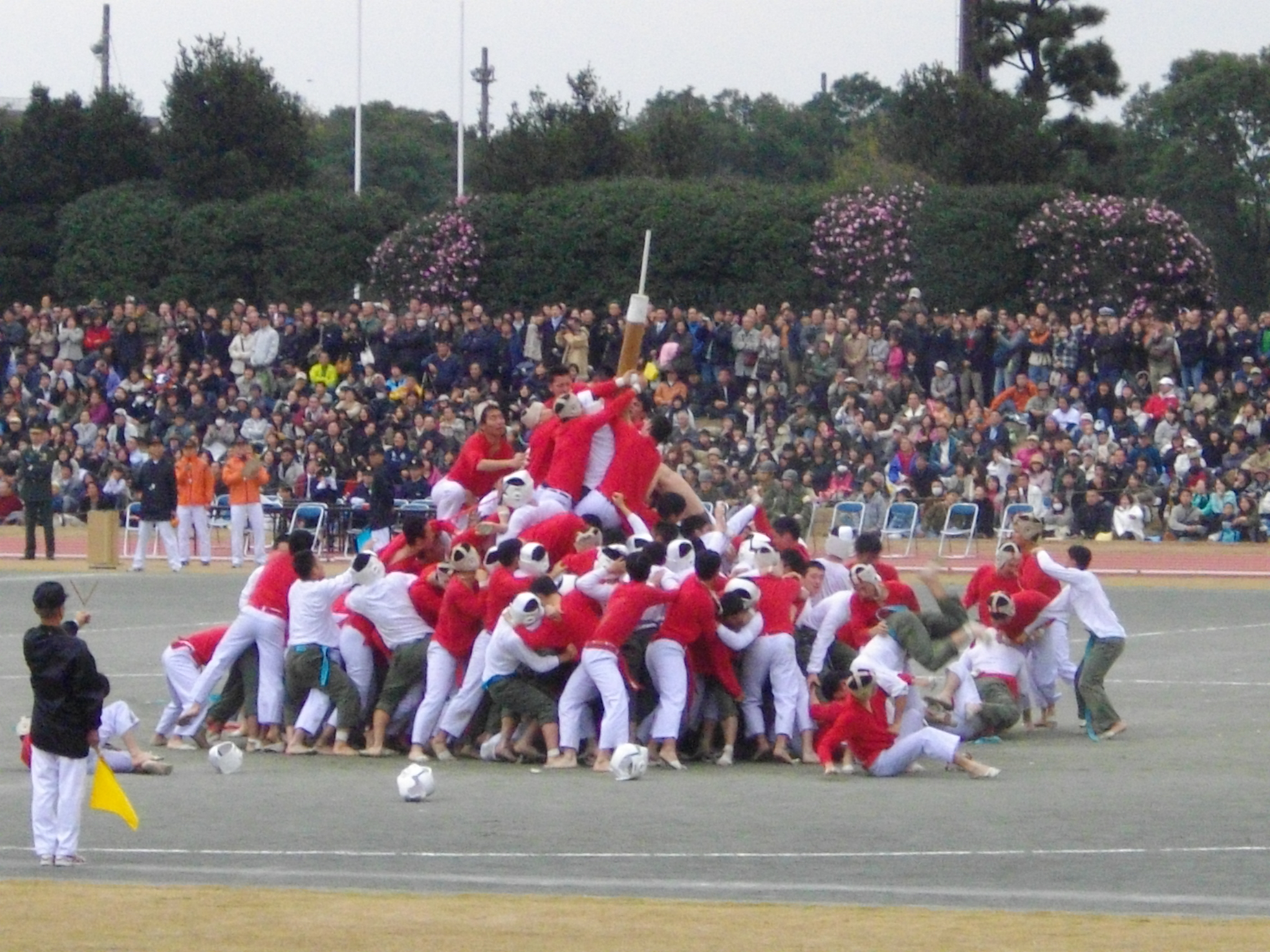
Zwei Mannschaften kämpfen um die Herrschaft des Pols.

Bo-Taoshi (japanisch 棒倒し) ist ein Capture-the-flag-artiges Spiel, das vor allem von den Kadetten der japanischen Verteidigungsakademie Bōei Daigakkō gespielt wird. Dabei wetteifern zwei Mannschaften von je 150 Spielern um die Herrschaft über einen Pfahl. Das Team ist in eine Angreifer- und eine Verteidigungsgruppe geteilt (je 75 Spieler). Bei beiden Mannschaften beginnt gleichzeitig je ein Teil-Team in der Verteidigerposition um den Pol gruppiert, während das andere sich in einiger Entfernung zum gegnerischen Verteidigungsteam als angreifende Gruppe positioniert. Wenn das Spiel begonnen hat, versucht das angreifende Team den Pfahl zu Fall oder aus der aufrechten Position in eine Schräglage zu bringen. Die angreifende Mannschaft gewinnt, wenn der Pfahl aus der anfänglichen senkrechten Position einen 30-Grad-Winkel (zum Boden) erreicht. Bevor die Regeln 1973 angepasst wurden, war der geforderte Winkel nur 45 Grad. Verletzungen gehören genauso zum Spiel wie der Mann zuoberst auf dem Pfosten, welcher passenderweise «Affe» genannt wird und eine wichtige Rolle in der Verteidigung übernimmt.